# Agneta Olin
Agneta Elisabet Olin, född Holmberg 30 juli 1905 i Finström, död 1979, var en finländsk politiker. Hon ingick 1928 äktenskap med Carl-Eric Olin.
Olin, som var dotter redaktören Einar Holmberg och Alfhild Nikander, blev student 1924 och bedrev studier vid Åbo Akademi. Hon var sekreterare i Åbolands Marthadistriktsförbund 1934, ordförande 1935–1937, andre viceordförande i Finlands svenska Marthaförbund 1948–1964, ordförande 1964–1975, ordförande i Svenska Kvinnoförbundet i Helsingfors 1946–1956, i Svenska kvinnoförbundet 1948–1962, medlem av Svenska folkpartiets centralstyrelse 1946–1962, av Helsingforsavdelningens styrelse 1947–1964, viceordförande 1951–1959, medlem av Svenska Finlands folkting 1946–1958, dess fullmäktige 1952–1958, viceordförande i Nordiska husmorsförbundet 1964–1966, ordförande från 1966 och medlem av styrelsen i International Alliance of Women från 1964.